# CYM Group
CYM Group là một câu lạc bộ học thuật và mô hình giáo dục trực tuyến, hiện đang nắm giữ Kỷ lục Guinness, thiết lập vào năm 2011.

## Hoạt động

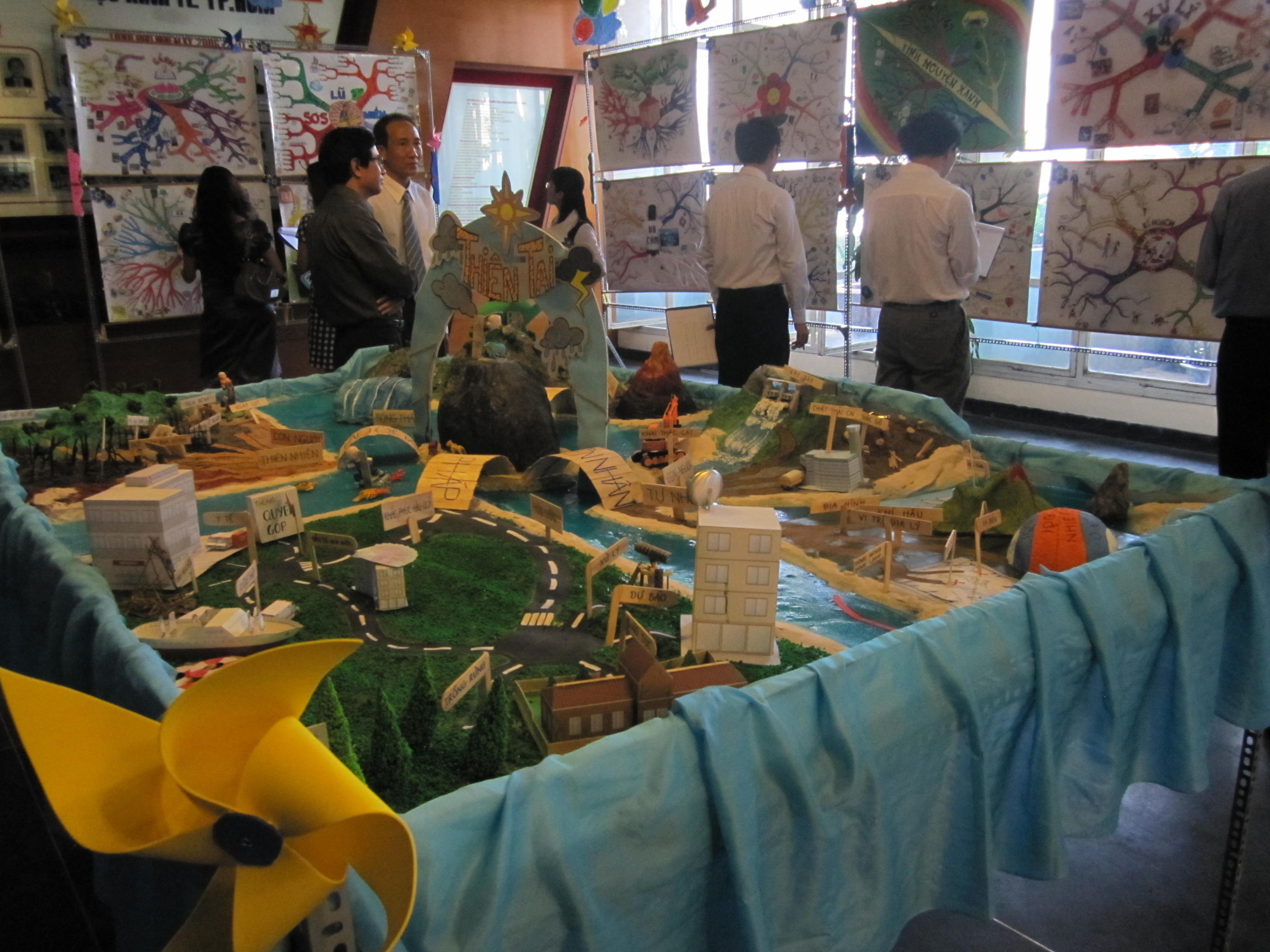
Festival Mindmap hàng năm là thương hiệu của CYM Group

CYM Group được thành lập vào ngày 17 tháng 6 năm 2009 gồm các thành viên khóa 34 của Trường Đại học Kinh tế Thành phố Hồ Chí Minh. CYM là chữ viết tắt của Challenge Your Mind.
Là một câu lạc bộ học thuật chuyên về kỹ năng tư duy phản biện, tư duy sáng tạo của sinh viên, hoạt động chủ yếu của CYM Group là mở những lớp giảng dạy về tư duy sáng tạo, tư duy phản biện cho sinh viên Trường Đại học Kinh tế Thành phố Hồ Chí Minh và các trường đại học, cao đẳng, trung học tại. Tổ chức các cuộc thi về trí tuệ, tư duy, năng lực phán đoán cho sinh viên. Đặc biệt là áp dụng phương pháp sử dụng Bản đồ tư duy của Tony Buzan qua các Festival Mindmap hàng năm.
Từ năm 2015, CYM Group đang chuyển đổi thành mô hình giáo dục trực tuyến.

## Kỷ lục Guinness Thế giới
Ngày 25 tháng 9 năm 2011, CYM Group đã lập nên Kỷ lục Guinness Thế giới về tranh ghép bản đồ tư duy nhiều mảnh nhất., và là tổ chức thứ 4 ở Việt Nam lập được Kỷ lục Guinness.
Kỷ lục mà CYM Group lập được có thông số chi tiết là:
- Lên kế hoạch: 10 tháng 10 năm 2010
- Ngày thực hiện: 24tháng 9 năm 2011
- Địa điểm: Nhà thi đấu Phú Thọ, Thành phố Hồ Chí Minh
- Số lượng sinh viên tham gia: 1.600 người
- Số mảnh ghép: 515.232 (không bị mất bất kỳ mảnh ghép nào so với con số đăng ký)[14]
- Diện tích: 14,85m x 23,20m[15]
- Chất liệu: mảnh ghép bằng simili
- Ngôn ngữ trình bày: tiếng Anh
- Nội dung: Bản đồ tư duy sáu nhánh hình hoa sen với chủ đề Việt Nam (Lịch sử, Địa lý, Con người, Kinh tế, Văn hóa, Giáo dục)[9]
- Thời gian thực hiện: 17 giờ (từ 7g 30 sáng 24/9 đến 0 giờ 26 phút ngày 25/9/2011)[16]
- Tác giả kỷ lục: Tiến sĩ Đỗ Kiên Trung, người sáng lập CYM Group.

Các thành viên của CYM Group là những người lên ý tưởng thực hiện, lập kế hoạch tổ chức và điều phối cho toàn bộ chương trình.
Kỷ lục Guinness của CYM Group đã phá rất sâu kỷ lục cũ của Yew Tee YEC (Singapore), thiết lập năm 2002 với 212.323 mảnh (thất lạc khoảng 50.000 mảnh so với con số đăng ký). Và đến nay vẫn chưa ai phá được kỷ lục này.

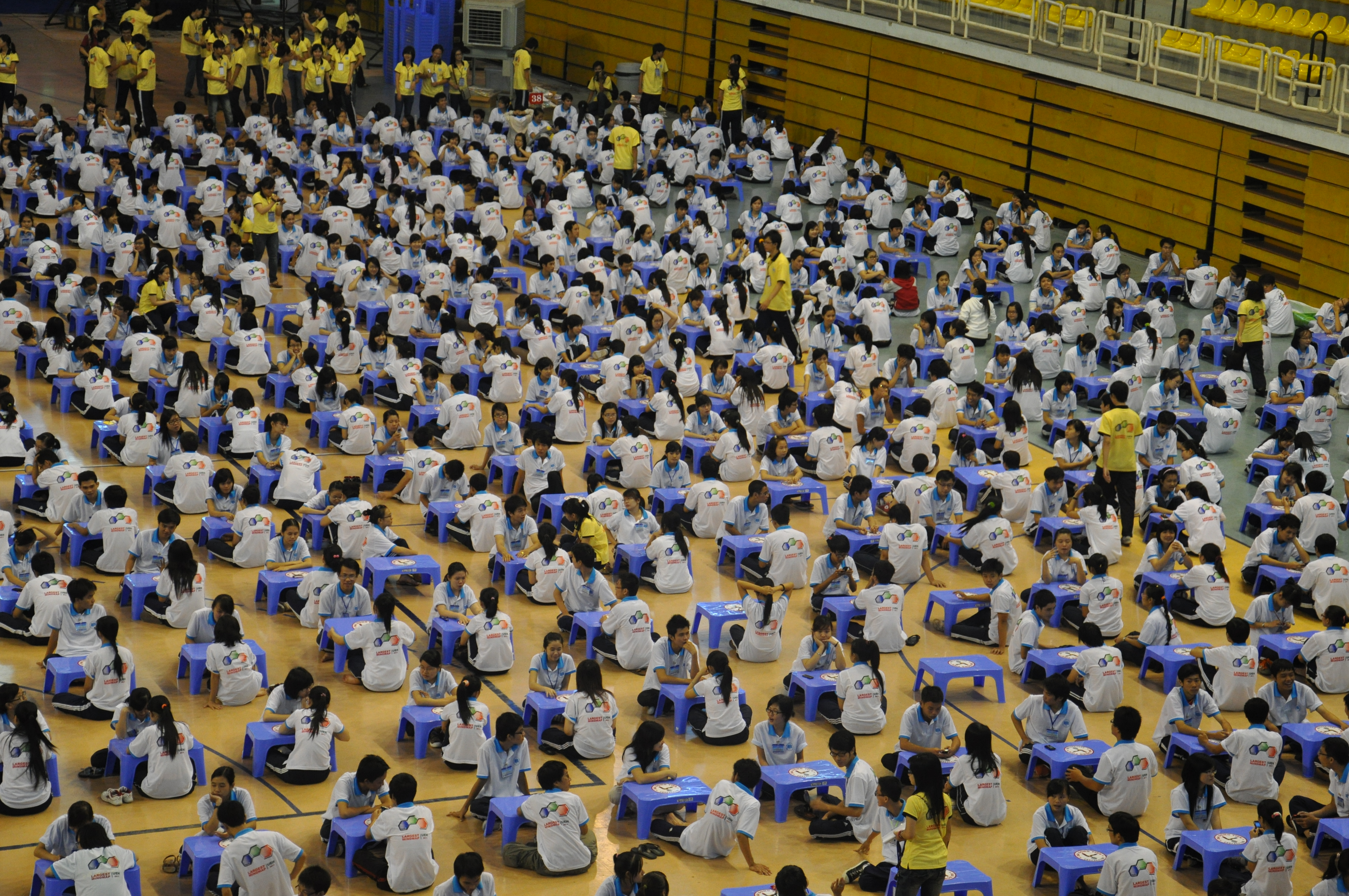
1600 sinh viên đang thực hiện ghép bức tranh kỷ lục
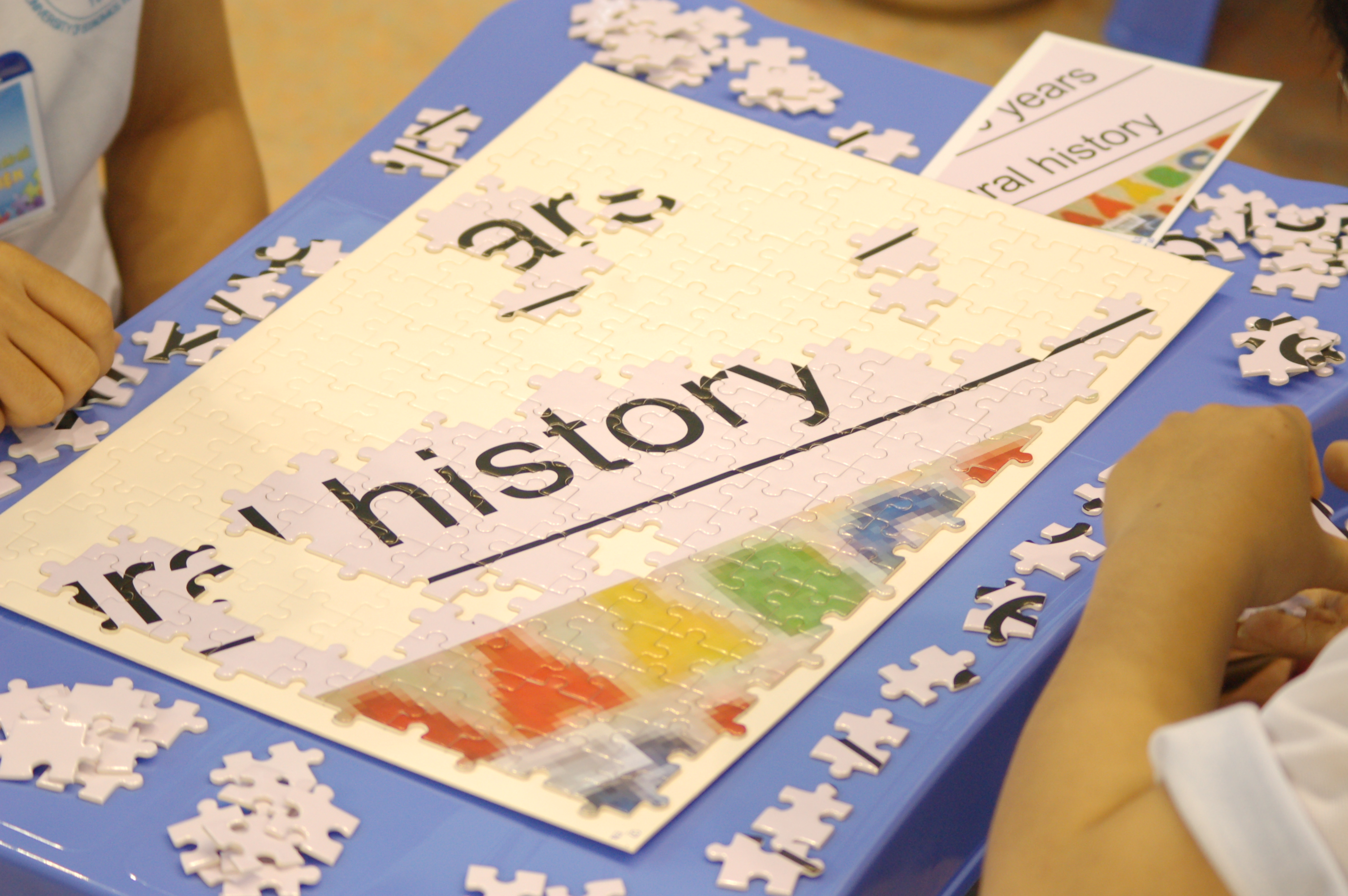
Cận cảnh từng mảnh ghép 2.5 cm x 2.5 cm
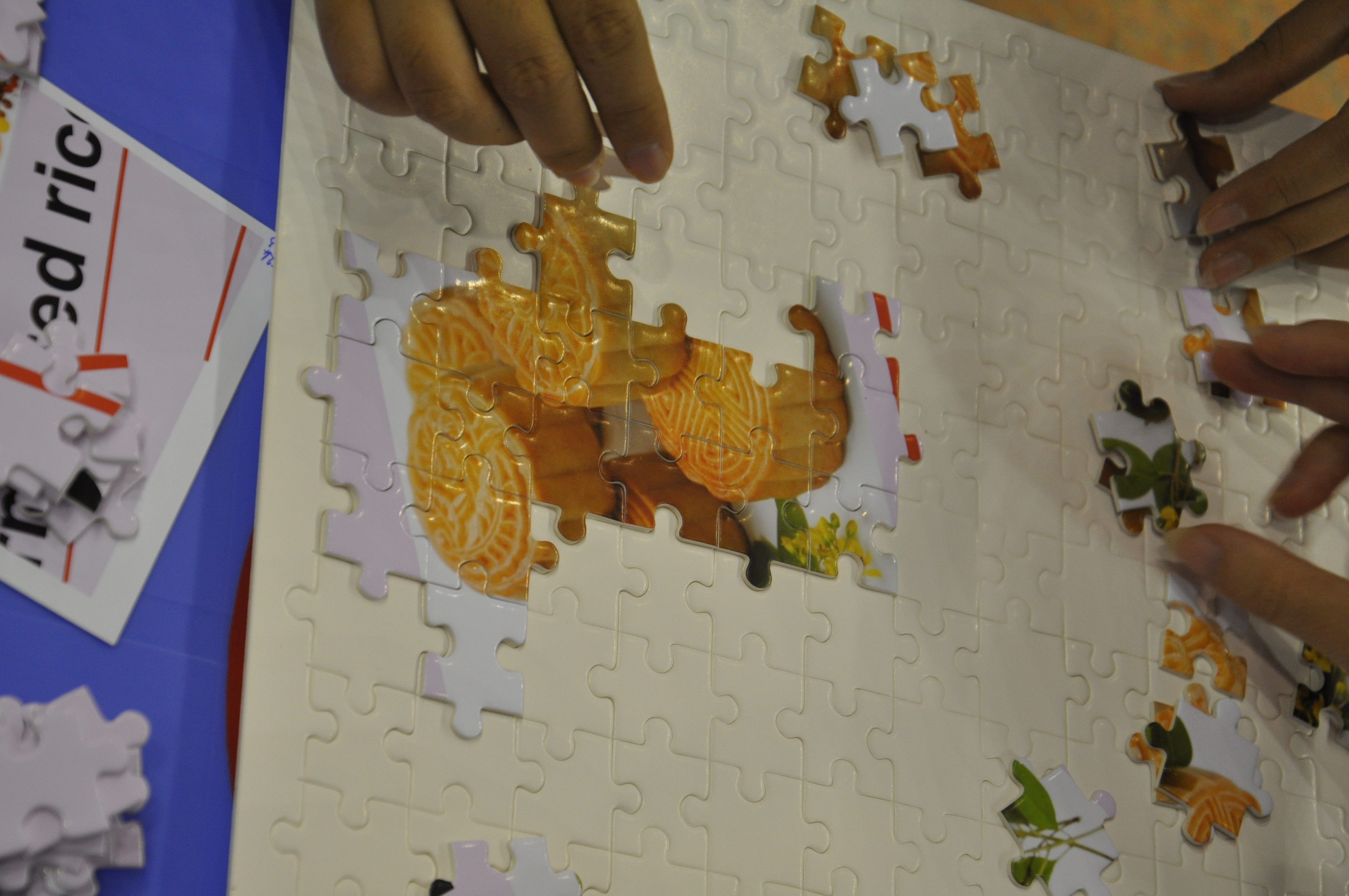
Sinh viên đang thực hiện ghép bức tranh kỷ lục
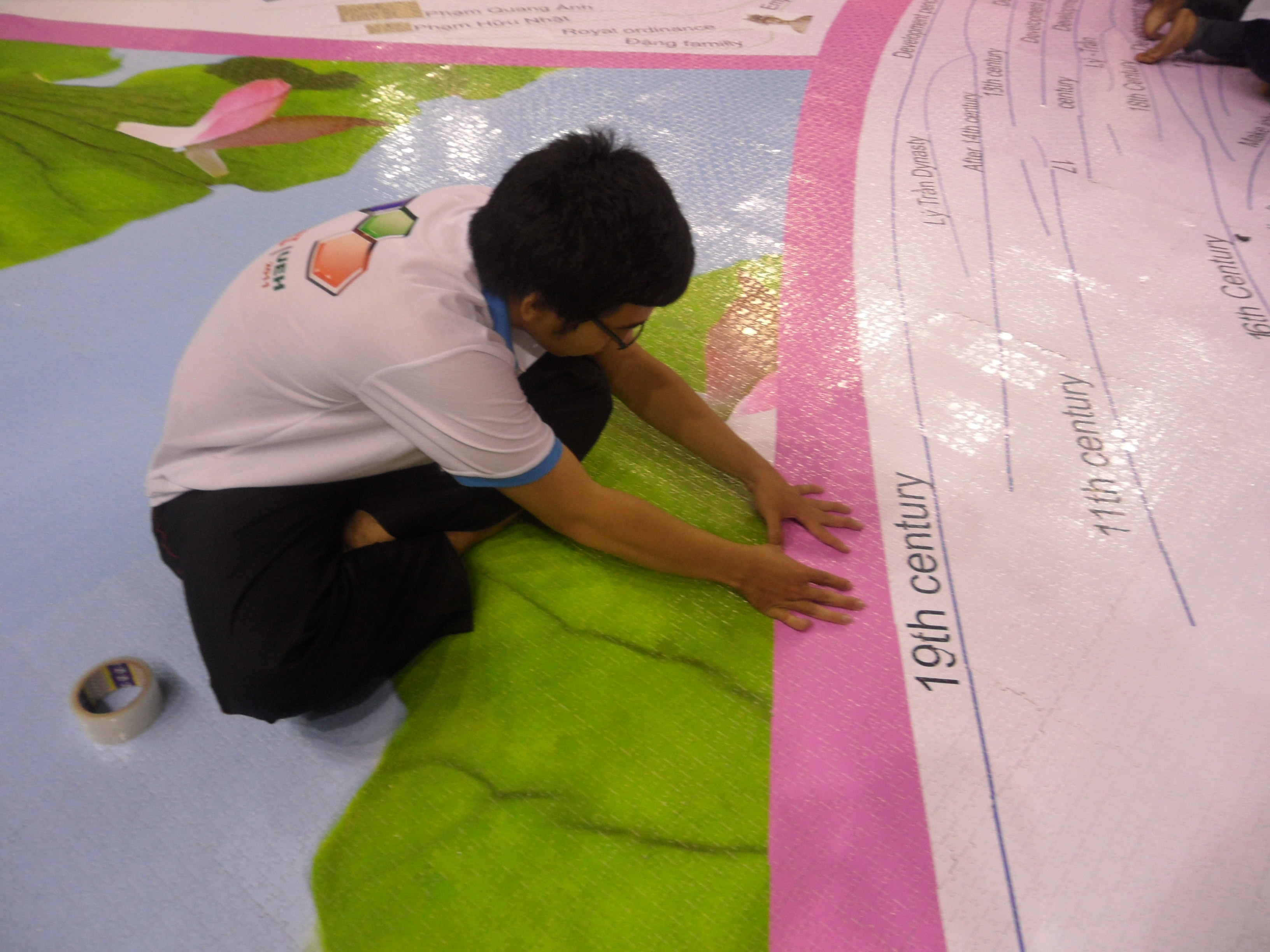
Sinh viên đang thực hiện ghép bức tranh kỷ lục
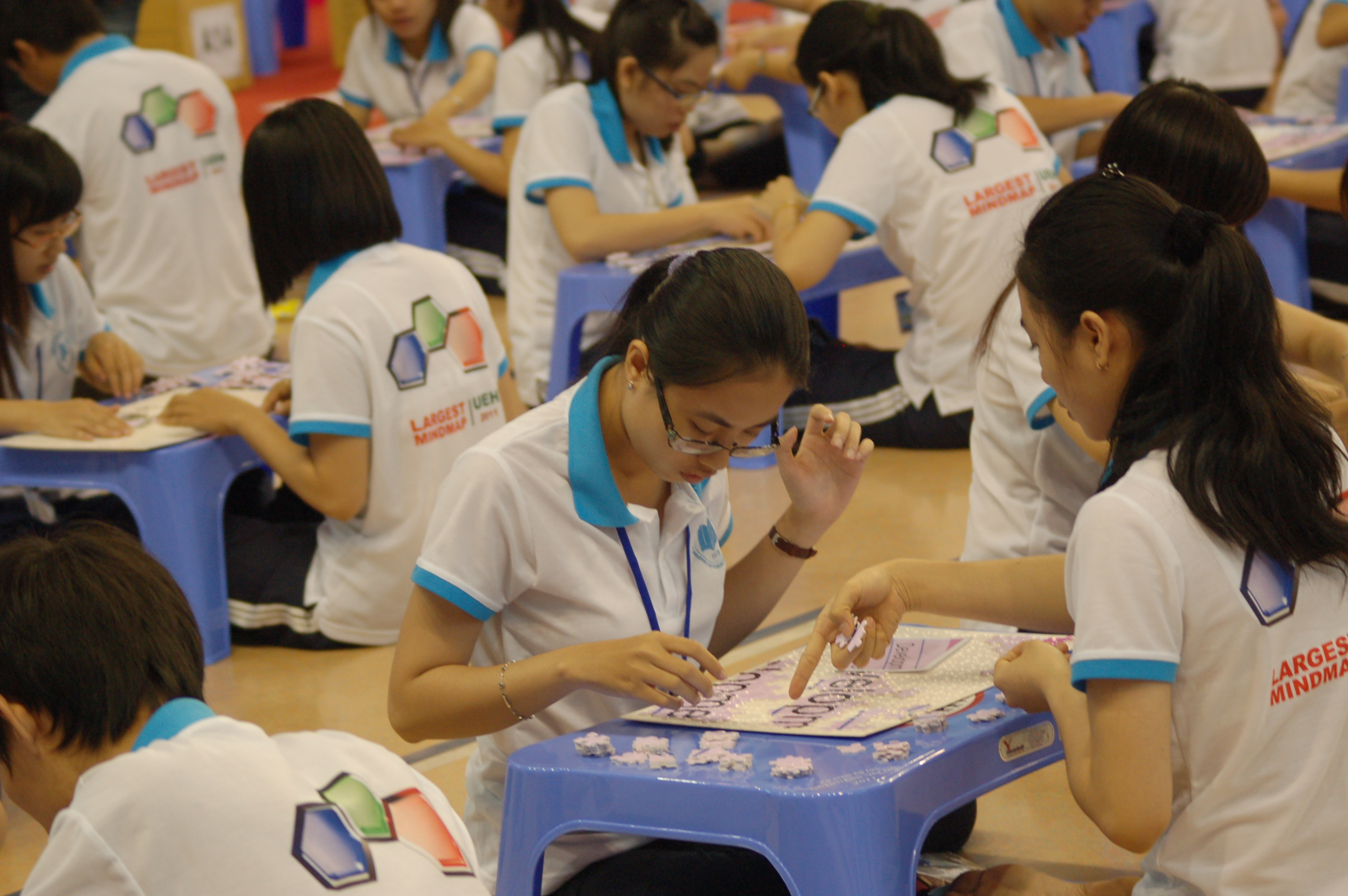
Sinh viên đang thực hiện ghép bức tranh kỷ lục
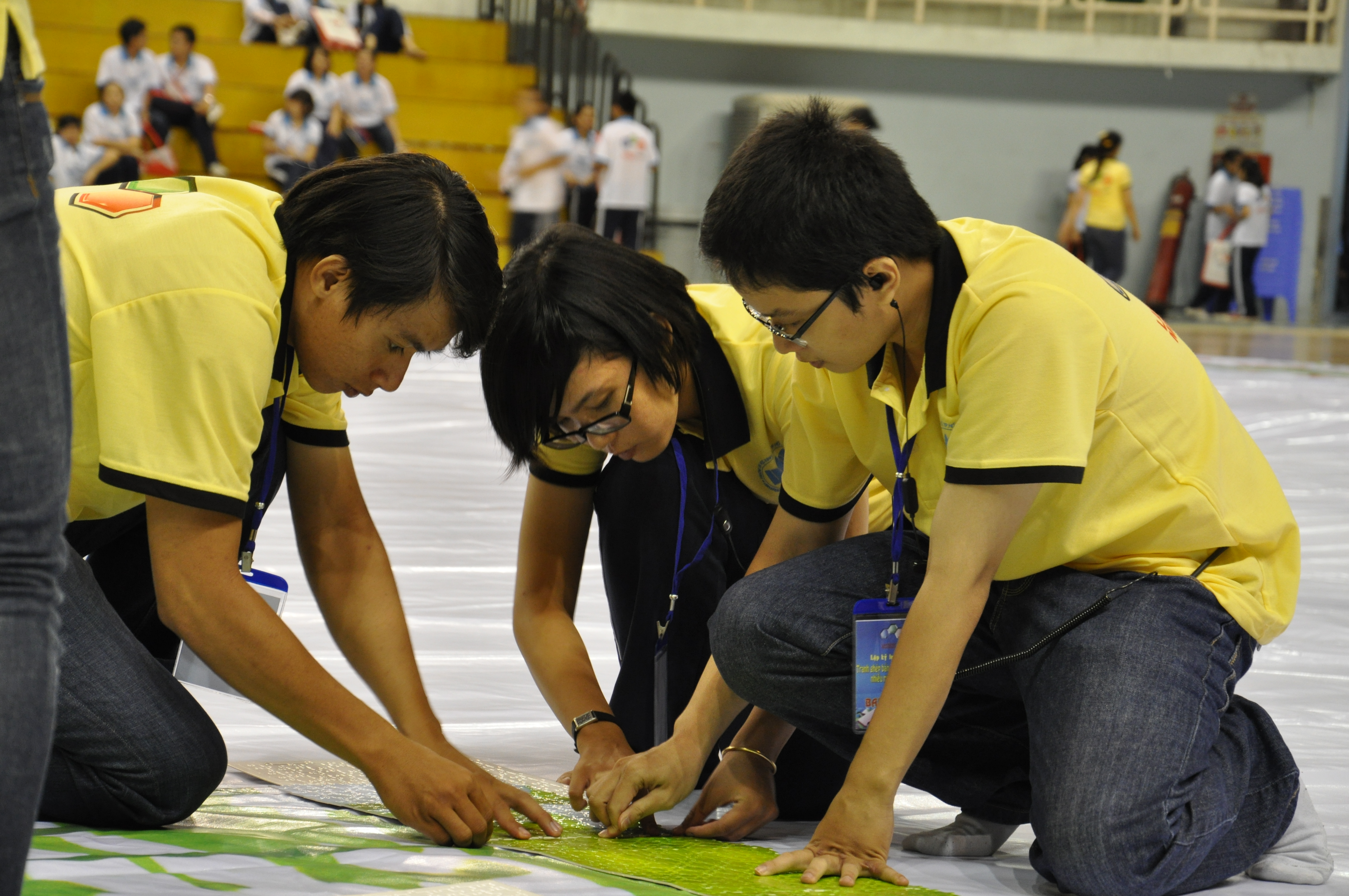
Sinh viên Thái Thanh Nhã và Phạm Tuấn Minh đang thực hiện ghép bức tranh kỷ lục
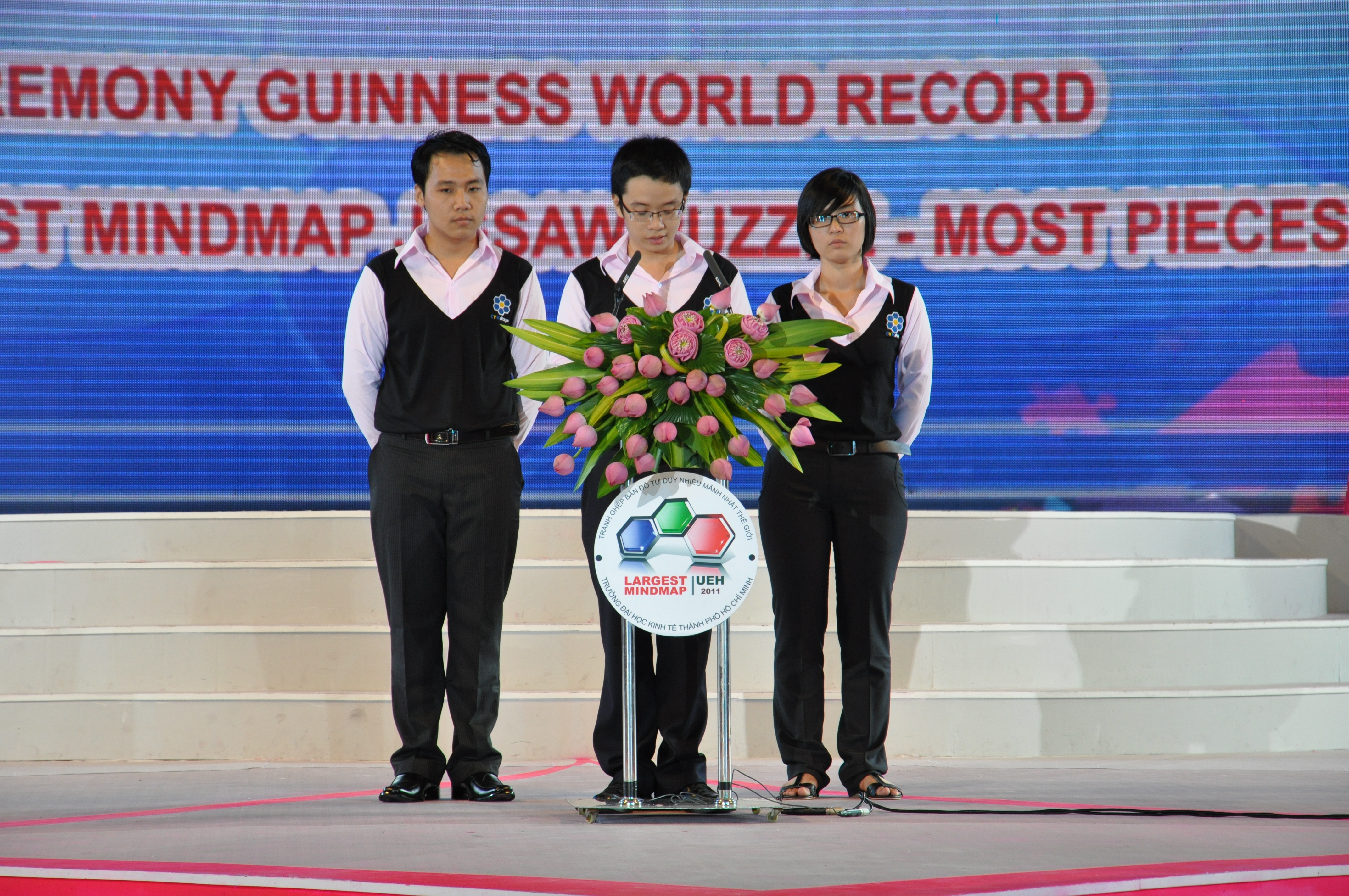
Đại diện ban điều hành CYM Group phát biểu nhận kỷ lục: (từ trái qua) Lương Anh Vũ, Phạm Tuấn Minh, Thái Thanh Nhã
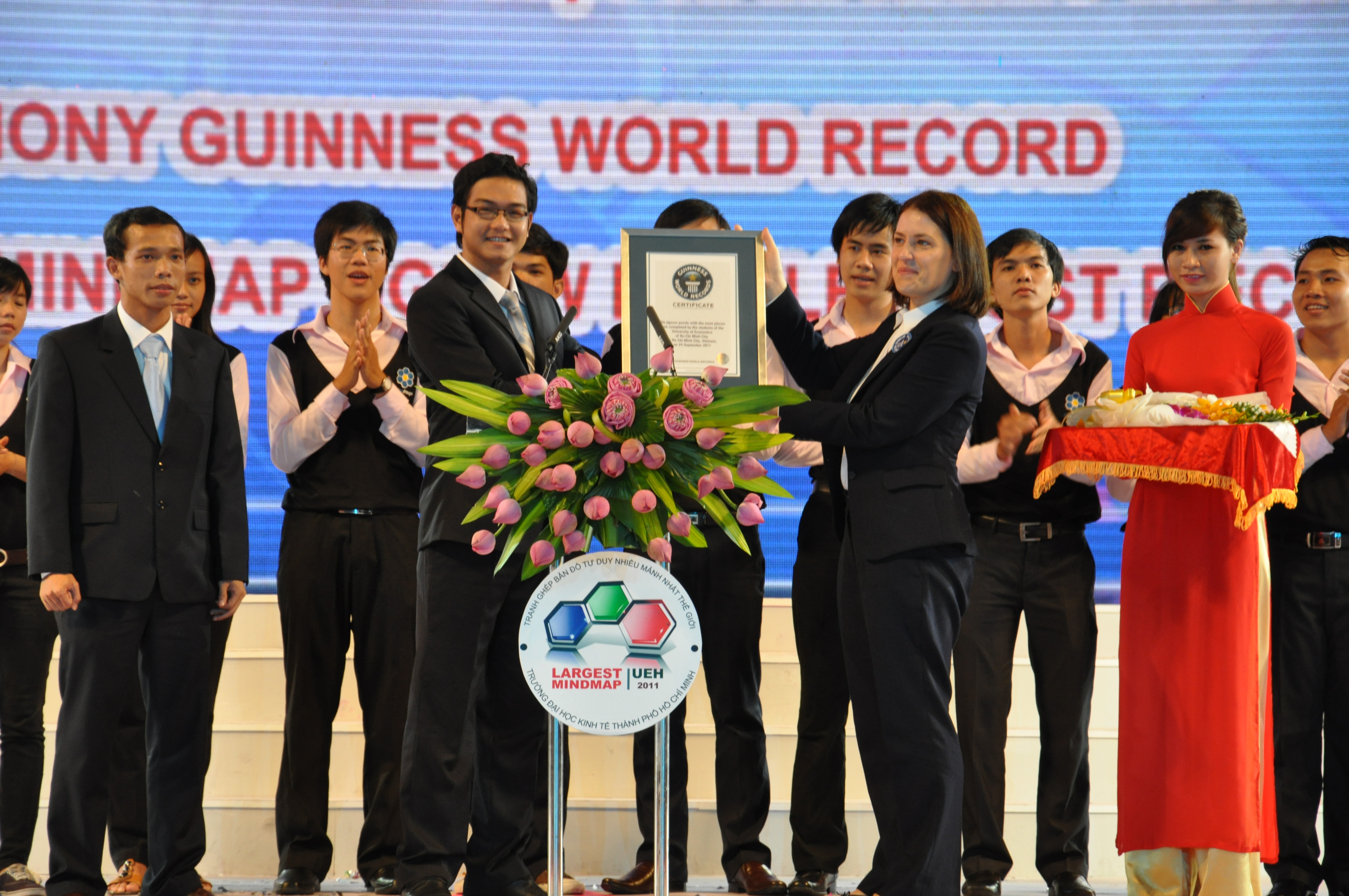
Tác giả kỷ lục Tiến sĩ Đỗ Kiên Trung nhận Kỷ lục Guinness Thế giới từ bà Carim Valerio - Giám đốc dữ liệu của tổ chức Guinness
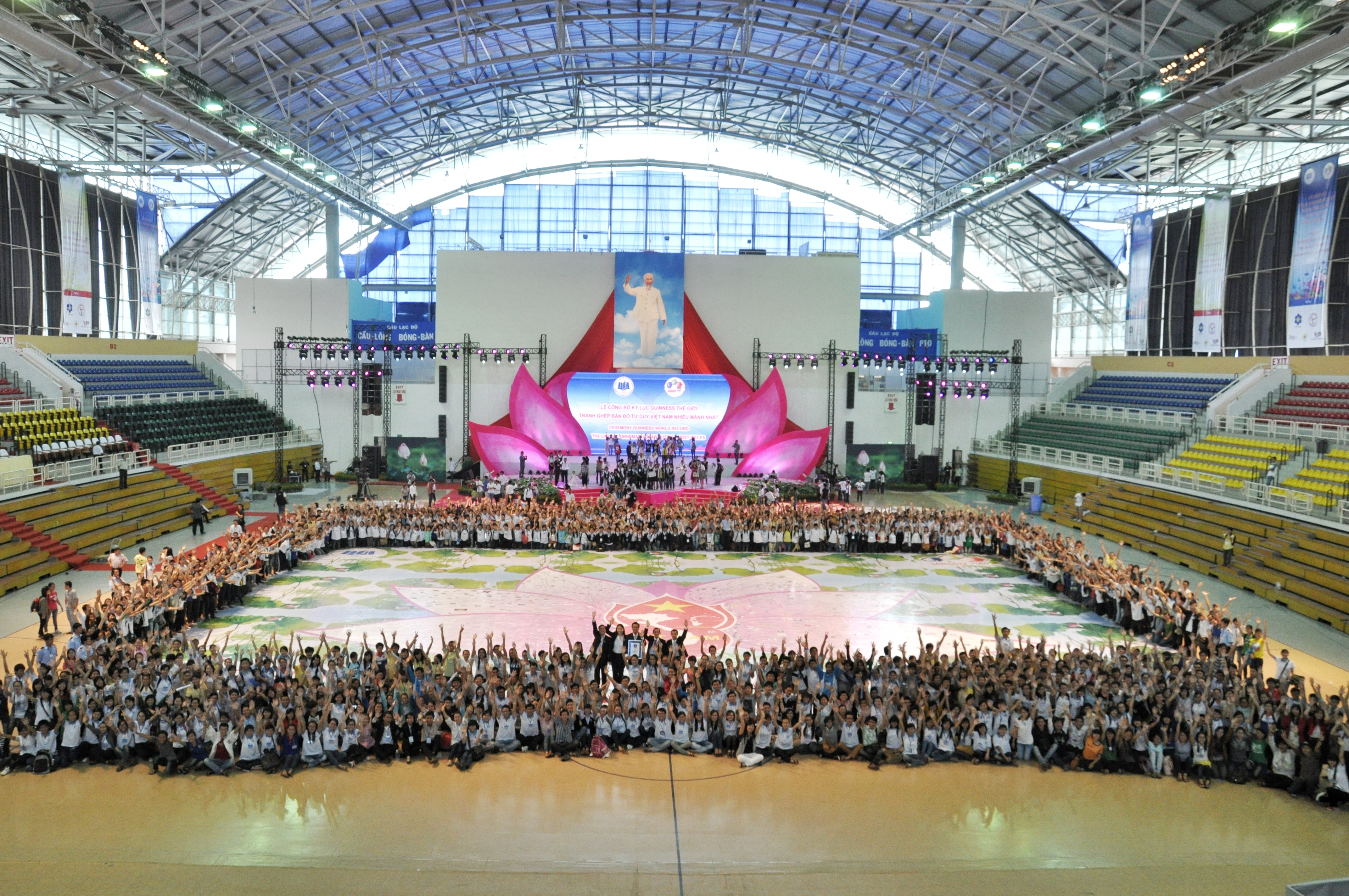
Toàn cảnh tấm tranh ghép bản đồ tư duy kỷ lục và những thành viên tham gia thực hiện
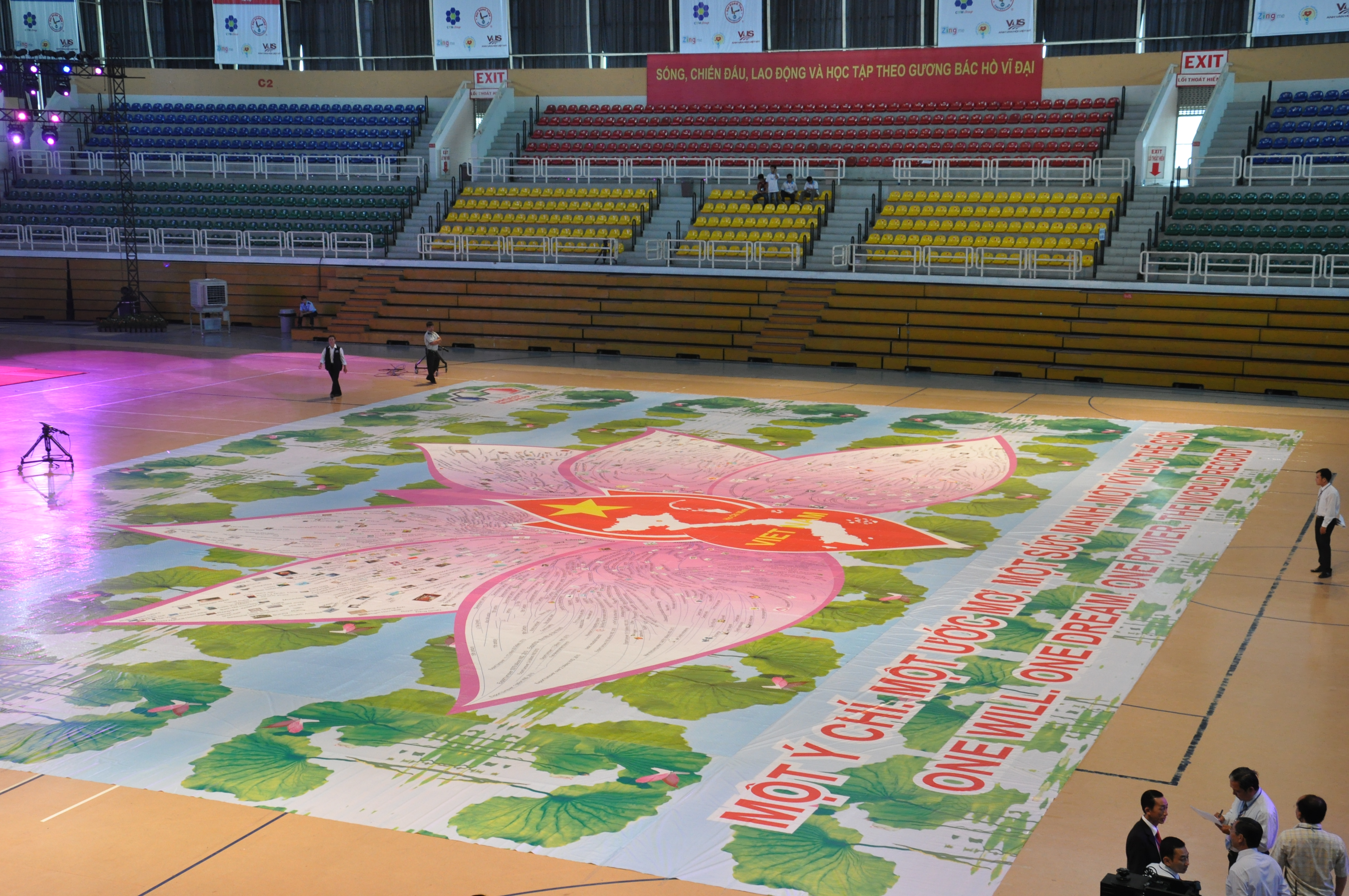
Toàn cảnh tấm tranh ghép bản đồ tư duy kỷ lục

## Đánh giá về Kỷ lục của CYM Group
| “                                                                         | Thầy trò của Trường Đại học Kinh tế Thành phố Hồ Chí Minh đã lập nên một kỳ tích. Bức tranh ghép Bản đồ tư duy Việt Nam là kết quả của trí tuệ, sự chung sức, chung lòng của sinh viên thành phố và sinh viên cả nước. | ” |
| — Ông Hứa Ngọc Thuận, Phó Chủ tịch Ủy ban nhân dân Thành phố Hồ Chí Minh. | |   |

| “ | Tổ chức Kỷ lục Guinness rất tự hào được làm việc với những kỷ lục gia như các bạn. Những người đã thể hiện quyết tâm, niềm tin và nghị lực tuyệt vời | ” |
| — Bà Carim Valerio, Giám đốc dữ liệu Guinness World Records (phát biểu vào ngày trao bằng kỷ lục 25/09/2011). | |   |

| “                                      | Bức tranh đã vượt qua kỷ lục Guinness được lập bởi Singapore vào năm 2002 về số mảnh ghép (212.323 mảnh) và vượt qua kỷ lục về bức tranh bản đồ tư duy lớn nhất thế giới của Trung Quốc thiết lập năm 2010 (600 m2). | ” |
| — Nhà báo Quang Minh - Báo Tiền Phong. | |   |

| “                                         | Qua kỉ lục Guinness, chúng ta muốn gởi đến thế giới một thông điệp người Việt Nam rất sáng tạo và có thể lập nên kì tích nếu có sự chung sức và đồng lòng. | ” |
| — Nhà báo Huyền Châu - Bưu điện Việt Nam. | |   |

| “                                | Khi trò chơi ghép mảnh được đẩy đến cực đỉnh...Đây là bức tranh ghép có số lượng mảnh nhiều nhất thế giới từng được thực hiện | ” |
| — WHSmith Blog (Vương quốc Anh). | |   |

| “               | Nếu một cá nhân muốn hoàn thành kỷ lục tương tự, anh ấy hoặc cô ấy phải thực hiện liên tục 8 giờ một ngày trong suốt 9 năm mới có thể hoàn thành. | ” |
| — The Game Wiz. | |   |